# Cas Anvar

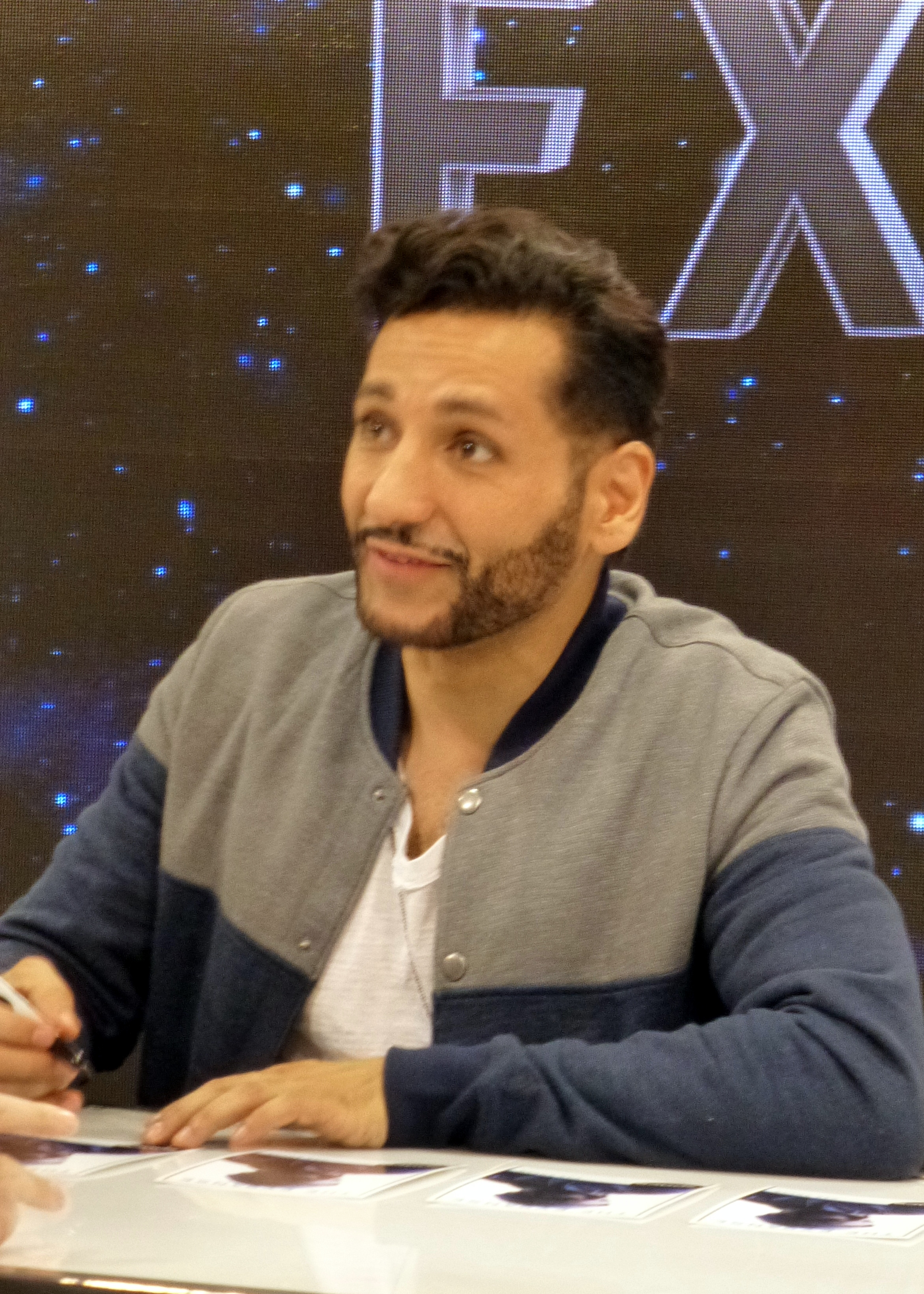
Anvar w 2015

Cas Anvar (ur. 15 marca 1966) – kanadyjski aktor i pisarz.

## Życiorys
Urodził się w miejscowości Regina, a jego rodzice pochodzili z Iranu. Został wychowany w Montrealu. Mówi po angielsku, francusku i persku, a także w ograniczonym stopniu w języku arabskim, urdu i hiszpańskim. Grał rolę Dr Singh w 17-odcinkowym serialu telewizyjnym The Tournament. Zagrał w filmie Kod nieśmiertelności, a swoją karierę aktora głosowego rozpoczął od gry Assassin’s Creed: Revelations. W 2013 zagrał rolę Dodiego al-Fayeda w filmie Diana. W latach 2015–2021 grał jedną z głównych ról w serialu The Expanse. W 2016 zaczął grać w trzecim sezonie serialu Wirus.

## Filmografia

### Film
| Rok  | Tytuł                                   | Rola                             | Komentarz    |
| ---- | --------------------------------------- | -------------------------------- | ------------ |
| 2000 | Seducing Maarya                         | Zakir                            |              |
| 2003 | Pierwsza strona                         | Kambiz Foroohar                  |              |
| 2004 | Terminal                                | CBP Officer #3                   |              |
| 2011 | Kod nieśmiertelności                    | Hazmi                            |              |
| 2012 | Operacja Argo                           | Strażnik Korpusu Rewolucjonistów |              |
| 2013 | Diana                                   | Dodi Al-Fayed                    |              |
| 2015 | Pokój                                   | Dr Mittal                        |              |
| 2015 | Nobility                                | Captain Eric Cern                |              |
| 2015 | Miss India America                      | Deep Panday                      |              |
| 2018 | The Lie                                 | Sam Ifrani                       |              |
| 2019 | The Operative                           | Farhad                           |              |
| 2019 | Batman vs. Teenage Mutant Ninja Turtles | Ra's al Ghul                     | Rola głosowa |

### Telewizja
| Rok       | Tytuł          | Rola              | Komentarz                      |
| --------- | -------------- | ----------------- | ------------------------------ |
| 2005      | The Tournament | Dr Singh          | Główna rola, 17 odcinków       |
| 2010      | Zagubieni      | Omer Jarrah       | Odcinek: "Sundown"             |
| 2011      | Neverland      | Gentleman Starkey | Miniserial telewizyjny         |
| 2011–12   | Xeno-Date      | Sirus             | Serial internetowy, 8 odcinków |
| 2015      | Olimp          | Xerxes            | Rola drugoplanowa, 7 odcinków  |
| 2015–2021 | The Expanse    | Alex Kamal        | Główna rola, 56 odcinków       |
| 2016–2017 | Wirus          | Sanjay Desai      | Rola drugoplanowa, 10 odcinków |

### Seriale internetowe
| Rok  | Ttyuł               | Rola   | Komentarz                                               |
| ---- | ------------------- | ------ | ------------------------------------------------------- |
| 2017 | Star Trek Continues | Sentek | Odcinki: "To Boldly Go" część 1; "To Boldly Go" część 2 |

### Gry komputerowe
| Rok  | Tytuł                         | Rola               | Komentarz    |
| ---- | ----------------------------- | ------------------ | ------------ |
| 2011 | Assassin’s Creed: Revelations | Altaïr ibn-La'Ahad | Rola głosowa |
| 2012 | Call of Duty: Black Ops II    | Mullah Rahmaan     | Rola głosowa |
| 2012 | Halo 4                        | Dalton             | Rola głosowa |